# Торнтон (Техас)
Торнтон (англ. Thornton) — місто (англ. town) в США, в окрузі Лаймстоун штату Техас. Населення — 421 особа (2020).

## Географія
Торнтон розташований за координатами 31°24′36″ пн. ш. 96°34′25″ зх. д. / 31.41000° пн. ш. 96.57361° зх. д. (31.409957, -96.573614).  За даними Бюро перепису населення США в 2010 році місто мало площу 2,55 км², з яких 2,54 км² — суходіл та 0,01 км² — водойми.

## Демографія
Згідно з переписом 2010 року, у місті мешкало 526 осіб у 205 домогосподарствах у складі 137 родин. Густота населення становила 206 осіб/км².  Було 252 помешкання (99/км²).
Расовий склад населення:
| - 88,2 % — білих - 3,8 % — чорних або афроамериканців - 0,4 % — корінних американців - 0,2 % — азіатів - 5,7 % — осіб інших рас |

До двох чи більше рас належало 1,7 %. Частка іспаномовних становила 11,6 % від усіх жителів.
За віковим діапазоном населення розподілялося таким чином: 28,1 % — особи молодші 18 років, 54,0 % — особи у віці 18—64 років, 17,9 % — особи у віці 65 років та старші. Медіана віку мешканця становила 38,1 року. На 100 осіб жіночої статі у місті припадало 99,2 чоловіків;  на 100 жінок у віці від 18 років та старших — 88,1 чоловіків також старших 18 років.
Середній дохід на одне домашнє господарство  становив 49 764 долари США (медіана — 37 321), а середній дохід на одну сім'ю — 71 202 долари (медіана — 57 083). За межею бідності перебувало 16,3 % осіб, у тому числі 31,0 % дітей у віці до 18 років та 4,3 % осіб у віці 65 років та старших.
Цивільне працевлаштоване населення становило 138 осіб. Основні галузі зайнятості: сільське господарство, лісництво, риболовля — 20,3 %, транспорт — 16,7 %, публічна адміністрація — 13,8 %, освіта, охорона здоров'я та соціальна допомога — 13,0 %.